# Pernette Osinga
Pour les articles homonymes, voir Osinga.
Pernette Osinga, née en 1967, est une escrimeuse néerlandaise pratiquant à la fois l'épée et le fleuret. Elle a été championne nationale aux deux armes, mais c'est à l'épée qu'elle a gagné ses médailles internationales.

## Carrière
Osinga fait ses premières armes au fleuret, seule arme autorisée en compétition officielle pour les femmes jusqu'aux championnats du monde 1988. Osinga fait partie des toutes premières épéistes en compétition : en 1990, elle remporte le premier challenge international de Saint-Maur. L'année suivante, elle est médaillée de bronze aux championnats d'Europe entre trois escrimeuses hongroises menées par Mariann Horváth. En 1992, année olympique, seule l'épée féminine est au programme des championnats du monde. Osinga, troisième, monte sur son second et dernier podium international, au terme d'une compétition de nouveau dominée par Horváth.
Osinga travaille actuellement comme coach personnel dans une clinique privée.

## Palmarès
- Championnats du monde d'escrime
  -  Médaille de bronze aux championnats du monde d'escrime 1992 à La Havane

- Championnats d'Europe d'escrime
  -  Médaille de bronze aux championnats d'Europe d'escrime 1991 à Vienne